# 施滕达尔
施滕达尔（德語：Stendal，發音：[ˈʃtɛndaːl] ⓘ），官方名称汉萨城施滕达尔（Hansestadt Stendal），是德国萨克森-安哈尔特州施滕达尔县的城市，也是施滕达尔县的县治，面积268.02平方千米，2023年12月31日人口为38,946人。

## 友好城市
施滕达尔与以下城市结为友好城市：
- 法國 格勒诺布尔
- 德国 莱姆戈
- 波蘭 普瓦維
- 捷克 斯維塔維